# Corea del Nord ai Giochi della XXX Olimpiade
La Corea del Nord partecipò ai Giochi della XXX Olimpiade, svoltisi a Londra, Regno Unito, dal 27 luglio al 12 agosto 2012, con una delegazione di 52 atleti impegnati in undici discipline.